# 沃库尔图瓦
沃库尔图瓦（法語：Vaucourtois，法語發音：[vokuʁtwa] ⓘ）是法国塞纳-马恩省的一个市镇，属于莫城区。

## 地理
沃库尔图瓦（48°53'44"N, 2°57'4"E）面积4.68 平方千米，位于法国法蘭西島大區塞纳-马恩省，该省份为法国北部内陆省份，北起瓦兹省，西接埃松省、马恩河谷省、塞纳-圣但尼省和瓦兹河谷省，南至卢瓦雷省，东南接约讷省，东临马恩省和奥布省，东北接埃纳省。
与沃库尔图瓦接壤的市镇（或旧市镇、城区）包括：布蒂尼、库洛姆、拉欧特迈松、桑西、维勒马勒伊。

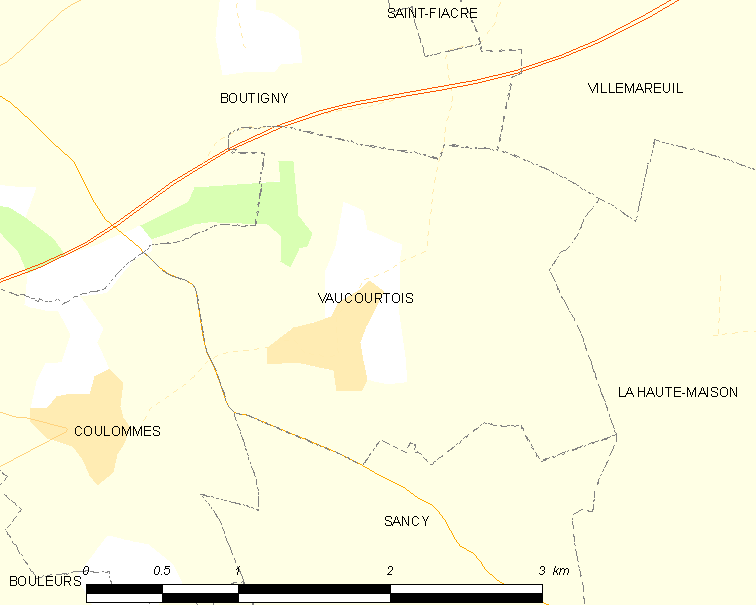
沃库尔图瓦的OSM定位图

沃库尔图瓦的时区为UTC+01:00、UTC+02:00（夏令时）。

## 行政
沃库尔图瓦的邮政编码为77580，INSEE市镇编码为77484。

## 政治
沃库尔图瓦所属的省级选区为塞里斯县。

## 人口

1962-2008年间沃库尔图瓦人口变化图示

沃库尔图瓦于2022年1月1日时的人口数量为281人。